# Паульсен, Фридрих
Фридрих Паульсен (16 июля 1846, Лангенхорн, Шлезвиг — 14 августа 1908, Берлин) — немецкий писатель, педагог и философ-идеалист новокантианского направления.
Получил образование в Эрлангене, Бонне и Берлине. Был профессором философии и педагогики в Берлинском университете с 1878 года. В 1896 году заменил Эдуарда Целлера в качестве профессора моральной философии в Берлине.

## Учение и взгляды
Паульсен создал учение о мире в качестве «единой духовной Всежизни» (бога) и философию свою определял как «идеалистический пантеизм». Согласно его взглядам, природа одушевлённа, является проявлением психической жизни, универсальным принципом которой, в свою очередь, является воля; эта концепция похожа на взгляды Шопенгауэра и Фехнера, однако под волей Паульсен понимал не рациональное желание или сознательную познавательную волю, а инстинкт.
В этике придерживался концепции энергетизма, полагая, что счастье человека определяется проявлением воли к жизни, процессом деятельности как таковым, обнаружением собственной природы.

## Сочинения
Главные сочинения Паульсена — «Versuch einer Entwickelungsgeschichte der Kantischen Erkenntnisstheorie» (Лейпциг, 1875) и «Was uns Kant sein kann?» (в «Vierteljahrschr. f. wissensch. Philos.» 1881; автор здесь на первом плане ставит этико-религиозный момент кантовской философии). Другие сочинения: «Gründung, Organisation und Lebensordnungen der deutschen Universitäten im Mittelalter» (в «Histor. Zeitschrift» Зибеля, 1881), «Geschichte d. gelehrten Unterrichts auf den deutschen Schulen und Universitäten» (2 издания, 1896), «System der Ethik, mit einem Umriss der Staats- und Gesellschaftslehre» (8 изданий, 1844), «Das Realgymnasium und die humanistische Bildung» (1889), «Einleitung in die Philosophie» (2 издания, 1894; есть русский перевод).